# 沃特金斯鎮區 (密蘇里州登特縣)
沃特金斯鎮區（英語：Watkins Township）是位於美國密蘇里州登特縣的一個行政鎮區。

## 地方資料
沃特金斯鎮區的面積為297.56平方千米，當中陸地面積為297.09平方千米，而水域面積為0.47平方千米。根據2020年美國人口普查的數據，當地共有人口1581人，而人口密度為每平方千米5.31人。